# 被處決的文藝復興

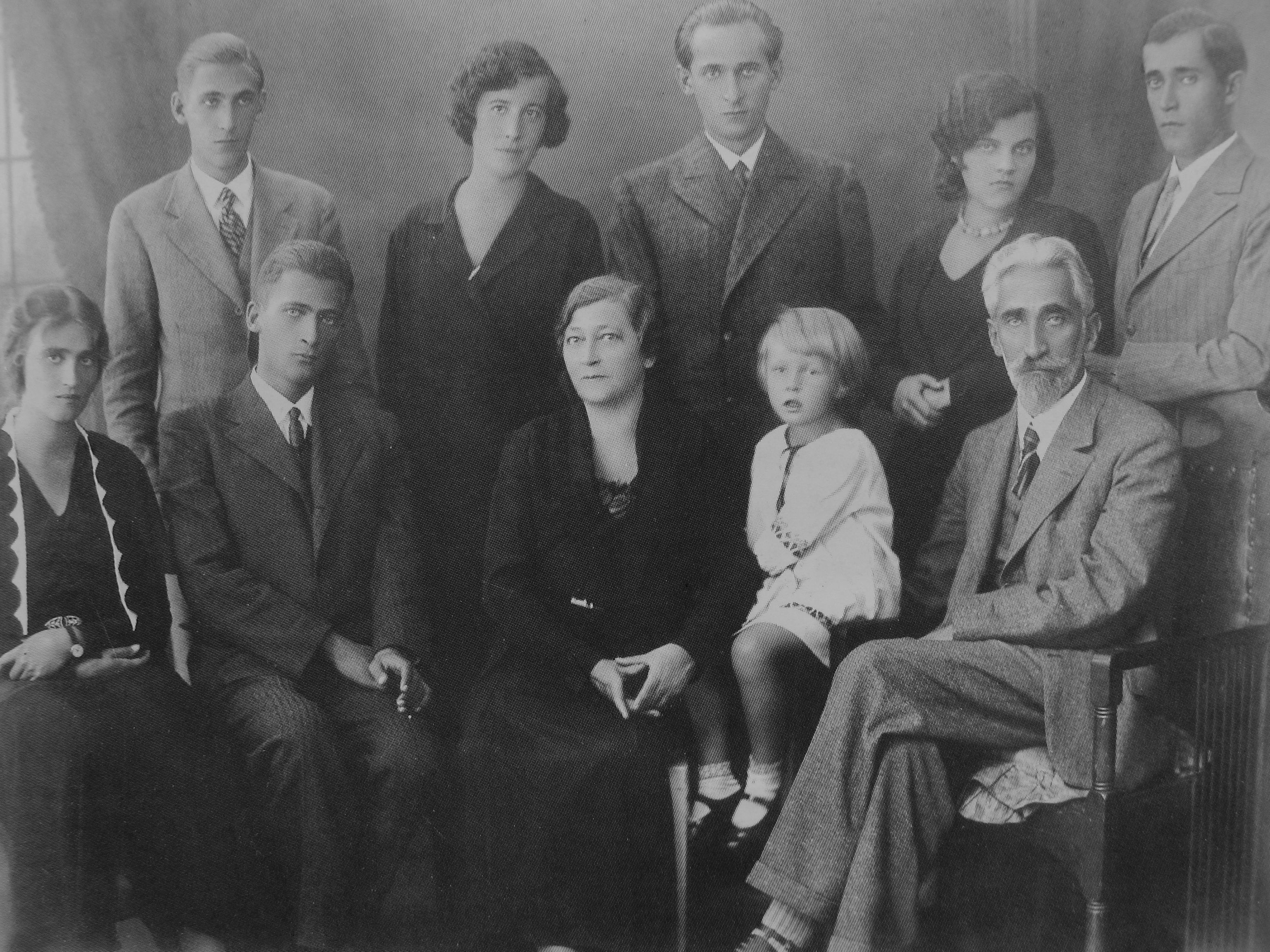
克魯舍利尼茨基（Крушельницьких）家族，攝於1930年代初期。前排（從左至右）：沃洛德米拉·克魯舍利尼茨卡亞、塔拉斯·克魯舍利尼茨基、瑪麗亞（母親）、拉里薩·克魯舍利尼茨卡亞、安東·克魯舍利尼茨基（父親）。後排（從左至右）：奧斯塔普·克魯舍利尼茨基、哈琳娜·列維茨卡亞（伊萬之妻）、伊萬·克魯舍利尼茨基、娜塔莉亞（Наталя，波格丹之妻）、博格丹·克魯舍利尼茨基。1934-37年間，沃洛德米拉、塔拉斯、安東、奧斯塔普、伊萬、波格丹相繼遭到逮捕處決，這張照片成為史達林政權屠殺烏克蘭知識分子的代表性影像。

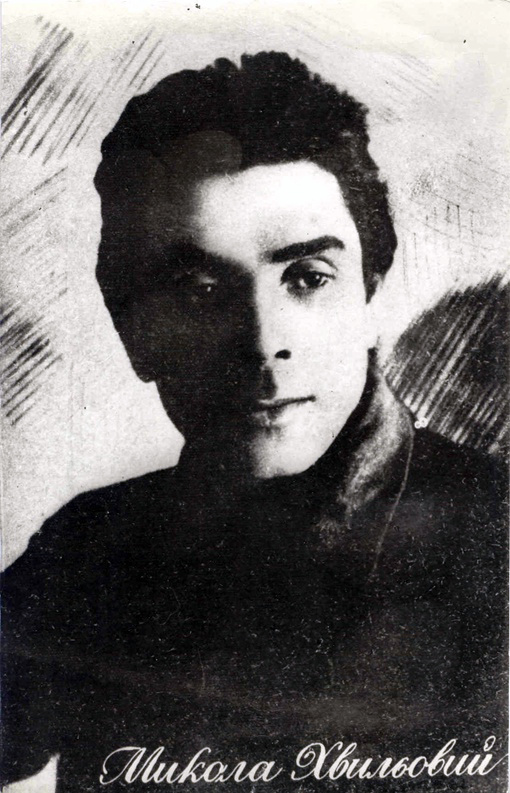
米科拉·赫维廖维
（1893-1933）

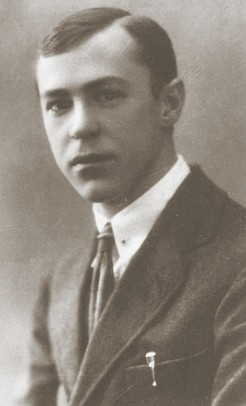
瓦列里安·皮德莫吉利尼
（1901-1937）

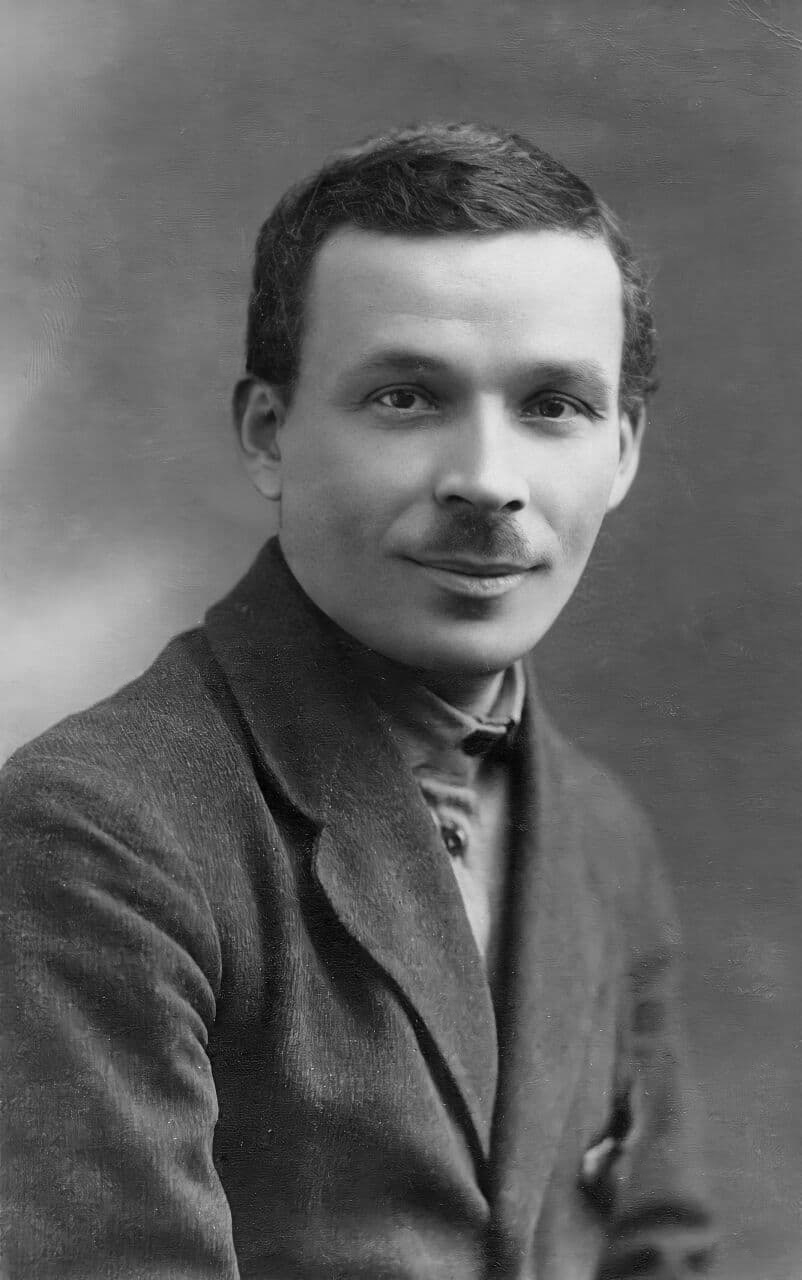
尼古拉·庫利什
（1892-1937）

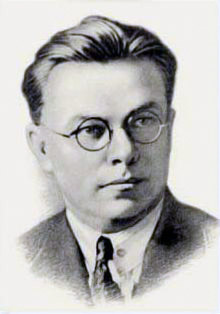
米科拉·泽罗夫
（1890-1937）

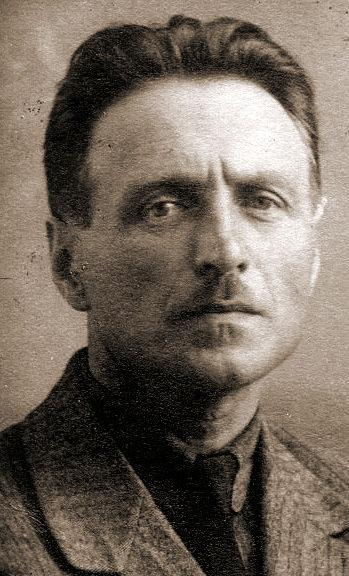
米哈伊爾·博伊丘克
（1882-1937）

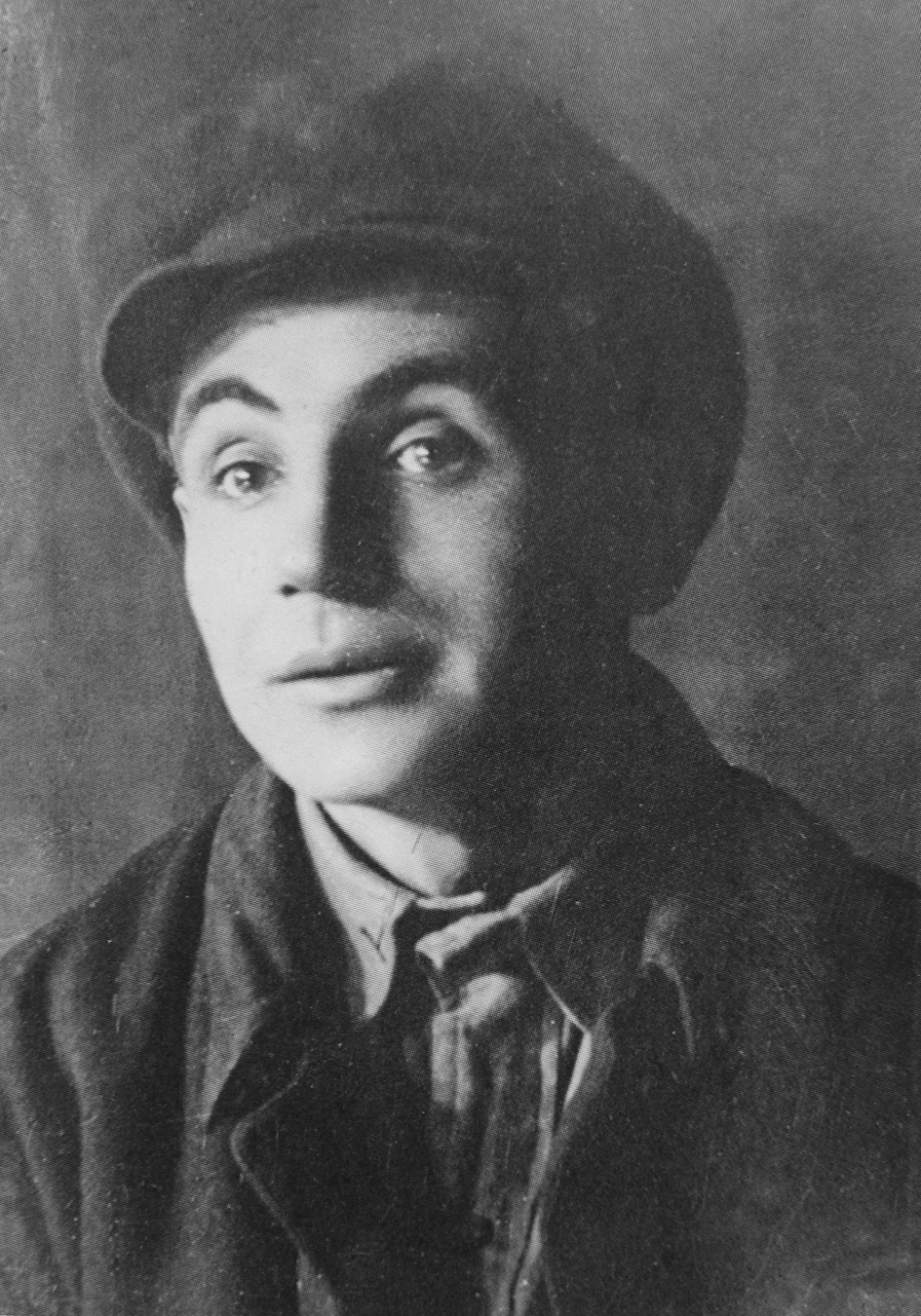
列斯·庫爾巴斯
（1887-1937）

被處決的文藝復興（羅馬化：Rozstriliane vidrodzhennia）一詞為形容1920年代至1930年代蘇聯烏克蘭蘇維埃社會主義共和國被史達林迫害的作家與藝術家，此名稱最早於1958年由波蘭政治活動者耶日·蓋德羅伊茨在致烏克蘭文學家尤里·拉夫里年科的書信中使用，後者將此名作為一本該年代文學選集的書名。有观点认为，苏联对乌克兰作家、记者、艺术家和教育工作者的系统性屠杀是其对乌克兰人的种族灭绝行径的一部分。

## 名稱
「被處決的文藝復興」一詞是由波蘭政治文學雜誌《文化》的編輯耶日·蓋德羅伊茨提出，他於1958年8月13日寫給尤里·拉夫里年科的信件中，建議以此名作為後者編纂中的1917年－1933年烏克蘭文學選集之標題，並得到他的同意。《被處決的文藝復興》文選於1959年在巴黎出版，是關於該時期烏克蘭文學的重要參考文獻。拉夫里年科不只將此名稱作為文選的標題，還將其用以代指那個年代烏克蘭作家受到的迫害、以及他們所留下的文化遺產。「被處決的文藝復興」後來也成為烏克蘭知識分子反對蘇聯政權、追求獨立的一個範式。
有學者認為相較於「被處決的文藝復興」，「紅色文藝復興」（Червоний ренесанс）一詞更適合形容1920、1930年代的烏克蘭知識份子，後者最早在1925年即見於詩集與雜誌。

## 文學會
1920年代的烏克蘭作家組成了數個文學會。1923年，瓦西里·叶兰-布拉基特内創立了名為鍛鍊的文學會，成員均為以烏克蘭語寫作的無產階級作家，1925年組織隨著叶兰-布拉基特内的逝世而解散。1926年米科拉·赫维廖维創立無產階級文學自由學會，接受共產主義的政治意識形態，但在文學上主張向西歐學習，1928年在龐大政治壓力下解散。此外還有未來主義作家的組織「共同」（Комункульт）、米科拉·泽罗夫等人的新古典主義運動、鄉村作家的組織犁、1926年從前者分離出去的「西烏克蘭」（Західна Україна）等。

## 迫害
對烏克蘭知識分子的大規模迫害始於1933年5月，當時許多作家住在哈爾科夫的文字大樓中，米哈伊洛·亞洛維被捕的隔天，米科拉·赫维廖维與幾位鄰居討論耶洛维被捕的事件後，因絕望而在房間內自殺，1934年至1940年有許多作家、藝術家受到迫害，僅居於文字大樓中的作家便有33人被處決、5人被長期關押、1人自殺、另有1人非正常死亡。迫害在1937年與1938年的大清洗達到高峰，在1937年10月27日至11月4日十月革命20週年前的「反革命」處決中，近300名烏克蘭作家在俄羅斯西北部的桑達莫克被處決。
此時期受到迫害的烏克蘭知識份子人數仍不明，有統計指為超過3萬人:12:06/51:33。據烏克蘭作家協會統計，1930年共有259名作家發表作品，1938年則僅有36人。也有其他統計顯示受迫害的作家為246人或228人:47:01/51:33。

### 受迫害者列表
- 赫納特·霍特凱維奇（英语：Hnat Khotkevych）（1877－1938）：作家、音樂家、民族學家
- 米科拉·赫维廖维（1893－1933）：作家、詩人
- 尼古拉·庫利什（1892－1937）：作家、戲劇家，在桑達莫克被處決
- 列斯·庫爾巴斯（1887－1937）：電影與戲劇導演，在桑達莫克被處決
- 瓦列里安·皮德莫吉利尼（1901－1937）：作家，在桑達莫克被處決
- 克利姆·波利修克（英语：Klym Polishchuk）（1891－1937）：記者、詩人、作家，在桑達莫克被處決
- 柳德米拉·斯塔里茨卡-切爾尼亞希夫斯卡（英语：Liudmyla Starytska-Cherniakhivska）（1868－1941）：作家、文學評論家
- 米哈伊洛·亞洛維（英语：Mykhailo Yalovy）（1895－1937）：詩人、戲劇家，在桑達莫克被處決
- 邁克·約翰森（英语：Maik Yohansen）（1895－1937）：詩人、作家、戲劇家、語言學家，在桑達莫克被處決
- 米哈伊洛·博伊丘克（1882－1937）：畫家
- 米哈伊洛·塞門科（英语：Mykhaylo Semenko）（1892－1937）：詩人
- 米科拉·泽罗夫（1890－1937）：詩人、文學評論家，在桑達莫克被處決
- 葉夫根·普盧日尼克（英语：Yevhen Pluzhnyk）（1898－1936）：詩人、劇作家
- 格里戈里·叶皮克（英语：Hryhorii Epik）（1901－1937）：作家、記者
- 安東·普里霍迪科（英语：Anton Prykhodko）（1891－1938）：作家、政治人物